# توم ميرفي (لاعب كرة قاعدة)
توم ميرفي (بالإنجليزية: Tom Murphy)‏ هو لاعب كرة قاعدة أمريكي، ولد في 3 أبريل 1991 في West Monroe, New York ‏ في الولايات المتحدة.

## وصلات خارجية
- توم ميرفي على موقع دوري كرة القاعدة الرئيسي (الإنجليزية)
- توم ميرفي على موقعبيزبول رفرنس.كوم (الدوري الرئيسي) (الإنجليزية)
- توم ميرفي على موقعبيزبول رفرنس.كوم (الدوري الثانوي) (الإنجليزية)
- توم ميرفي على موقع إي إس بي إن.كوم (أم.أل.بي) (الإنجليزية)
- توم ميرفي على موقع مشجعي الرسوم البيانية (الإنجليزية)